# Quararibea cacao
Quararibea cacao är en malvaväxtart som först beskrevs av José Jéronimo Triana och Planch., och fick sitt nu gällande namn av Henri Ernest Baillon. Quararibea cacao ingår i släktet Quararibea och familjen malvaväxter. Inga underarter finns listade i Catalogue of Life.